# ポップコーン正一・正二
ポップコーン正一・正二、またはポップコーンは、かつて太田プロダクション、オフィス北野に所属し活動した日本の双子漫才コンビである。

## メンバー
- ポップコーン正一（ - しょういち、本名：木下正一、兄）
- ポップコーン正二（ - しょうじ、本名：木下正二、弟）

ともに1959年1月1日生まれの双子。大阪府出身。血液型O型。

## 来歴
NTV『お笑いスター誕生』では9週勝ち抜きの実績を持つ。特注のユニフォームを身に付け、野球をはじめスポーツに関する漫才で人気を博した。
浪商高校野球部出身で、野球の実力は芸能界でトップクラスである。自身の草野球チーム「ポップコーン」はサンスポ野球大会東西決戦で2006年までに過去最多の4回優勝。
たけし軍団メンバーではなかったものの、ビートたけしの番組のスポーツ系コーナーへの出演が多かった。そのため、2002年発売の野球ゲームソフト『日米間プロ野球 FINAL LEAGUE』（スクウェア）ではたけし軍団メンバーとともに、隠れ選手（隠れキャラクター）として登場した。
後に弟・正二は芸能界を引退し、兄・正一はオフィス北野に残りピン芸人として公式ウェブサイトに掲載されていたが、2019年2月末にプロフィールが削除された。

## 出演作品

### テレビ番組
- 痛快なりゆき番組 風雲!たけし城（TBS）
- ビートたけしのスポーツ大将（テレビ朝日）
- ダウンタウンのごっつええ感じ・結婚前提戦士ラブラブファイヤー（フジテレビ）
- ものまね王座決定戦（フジテレビ）
- オレたちひょうきん族（フジテレビ）
- 意地悪ばあさん 第28回（1982年、フジテレビ） - 新聞勧誘員 役（正一、正二）
- 怪人二十面相と少年探偵団II 第14回（1984年、関西テレビ） - チリ紙交換の男 役（正一、正二）
- 月曜ワイド劇場「女タクシー運転手 バックミラーは見た!」（1984年、テレビ朝日）
- オールスター寒中水泳大会 (1986年、フジテレビ)

#### 正一の出演番組
- FIGHTERS EXCITING NETWORK（テレビ埼玉）

日本ハムファイターズ（現：北海道日本ハムファイターズ）の番組・司会担当。

#### 正二の出演番組
- 悪魔のKISS（1993年、フジテレビ）